# یواس‌اس کلزئوس (۱۸۶۴)
یواس‌اس کلزئوس (۱۸۶۴) (به انگلیسی: USS Colossus (1864)) یک کشتی بود که طول آن ۱۵۵ فوت ۲ اینچ (۴۷٫۲۹ متر) بود. این کشتی در سال ۱۸۶۴ ساخته شد.